# Gerald Guralnik
Gerald Stanford Guralnik, (Cedar Falls, Iowa, 17 de septiembre de 1936 − Providence, Rhode Island, 26 de abril de 2014) fue un físico estadounidense, rector de física en la Universidad Brown. Su fama se debe en parte a su co-descubrimiento del mecanismo de Higgs, junto con Carl R. Hagen y Tom Kibble.
Como parte del 50.º aniversario de la revista Physical Review Letters, la publicación reconoció este descubrimiento como uno de los hitos de su historia.
En 2010, Guralnik fue galardonado con el premio Sakurai de la Sociedad Estadounidense de Física por el «esclarecimiento de las propiedades de la rotura espontánea de la simetría en la teoría relativista de campo de gauge en cuatro dimensiones y del mecanismo para la generación constante de las masas de los bosones vectoriales».